# Schloss Mentlberg
Schloss Mentlberg är ett slott i Österrike.   Det ligger i distriktet Innsbruck Stadt och förbundslandet Tyrolen, i den västra delen av landet, 400 km väster om huvudstaden Wien. Schloss Mentlberg ligger 596 meter över havet.
Terrängen runt Schloss Mentlberg är bergig österut, men västerut är den kuperad. Schloss Mentlberg ligger nere i en dal som går i öst-västlig riktning. Runt Schloss Mentlberg är det ganska tätbefolkat, med 80 invånare per kvadratkilometer.. Närmaste större samhälle är Innsbruck, 2,5 km nordost om Schloss Mentlberg. 
I omgivningarna runt Schloss Mentlberg växer i huvudsak blandskog.